# Comisión Nacional del Mercado de Valores
Die Comisión Nacional del Mercado de Valores (CNMV) ist eine unabhängige Aufsichtsbehörde, die für die Überwachung und Kontrolle der Wertpapiermärkte in Spanien sowie der damit verbundenen Tätigkeiten zuständig ist. Sie ist nur für Haushaltszwecke dem Ministerium für Wirtschaft, Handel und Unternehmen über das Staatssekretariat für Wirtschaft und Unternehmensförderung unterstellt. Die CNMV ist die spanische Wertpapier- und Börsenkommission (CNMV).
Zielsetzung und Aufgaben
Ihre Aufgabe ist es, die Transparenz dieser Märkte und die korrekte Preisbildung auf diesen Märkten sowie den Schutz der Anleger zu gewährleisten. Bei der Ausübung dieser Befugnisse erhält sie eine Vielzahl von Informationen, von denen ein Großteil in ihren offiziellen Registern enthalten und öffentlich ist.
Die CNMV übernimmt für Spanien bzw. spanische Wertpapiere die Funktion der National numbering agency, d. h. die Vergabe von Internationalen Wertpapierkennnummern (ISIN).